# Limnophora angustatifrons
Limnophora angustatifrons är en tvåvingeart som beskrevs av Fritz Isidore van Emden 1965. Limnophora angustatifrons ingår i släktet Limnophora och familjen husflugor.
Artens utbredningsområde är Pakistan. Inga underarter finns listade i Catalogue of Life.